# Liste der denkmalgeschützten Objekte in Sankt Martin am Wöllmißberg
Die Liste der denkmalgeschützten Objekte in Sankt Martin am Wöllmißberg enthält die 4 denkmalgeschützten, unbeweglichen Objekte der österreichischen Gemeinde Sankt Martin am Wöllmißberg im steirischen Bezirk Voitsberg.

## Denkmäler
| Foto |                 | Denkmal                                                                    | Standort                                               | Beschreibung                                                                                         | Metadaten |
| ---- | --------------- | -------------------------------------------------------------------------- | ------------------------------------------------------ | --- | --- |
| ja   | Datei hochladen | Burgruine Alt-Leonroth HERIS-ID: 105088 Objekt-ID: 122050                  | Großwöllmiß Standort KG: Großwöllmiß                   | Eine Burg, die um das 14./15. Jahrhundert aufgegeben wurde und seither dem Verfall preisgegeben ist. | BDA-Hist.: Q1015231 Status: § 2a Stand der BDA-Liste: 2025-06-30 Name: Burgruine Alt-Leonroth GstNr.: 295/3 Burg Alt-Leonroth                                              |
| ja   | Datei hochladen | Burgruine Neu-Leonrod (Neu-Leonroth) HERIS-ID: 84589 Objekt-ID: 98717      | nördlich von Großwöllmiß 2 Standort KG: Kleinwöllmiß   | → Hauptartikel : Burg Neu-Leonroth f1                                                                | BDA-Hist.: Q23689635 Status: Bescheid Stand der BDA-Liste: 2025-06-30 Name: Burgruine Neu-Leonrod (Neu-Leonroth) GstNr.: .1, 409, 410, 412/1 Burg Neu-Leonroth             |
| ja   | Datei hochladen | Kath. Pfarrkirche hl. Martin und Friedhof HERIS-ID: 51868 Objekt-ID: 57676 | Sankt Martin am Wöllmißberg 8a Standort KG: St. Martin | → Hauptartikel : Pfarrkirche Sankt Martin am Wöllmißberg f1                                          | BDA-Hist.: Q23689666 Status: § 2a Stand der BDA-Liste: 2025-06-30 Name: Kath. Pfarrkirche hl. Martin und Friedhof GstNr.: .10, 778 Pfarrkirche Sankt Martin am Wöllmißberg |
| ja   | Datei hochladen | Pfarrhof HERIS-ID: 102664 Objekt-ID: 119113                                | Sankt Martin am Wöllmißberg 8 Standort KG: St. Martin  | | BDA-Hist.: Q37791214 Status: § 2a Stand der BDA-Liste: 2025-06-30 Name: Pfarrhof GstNr.: .8/1                                                                              |